# Stasi-Bunker Lübschützer Teiche

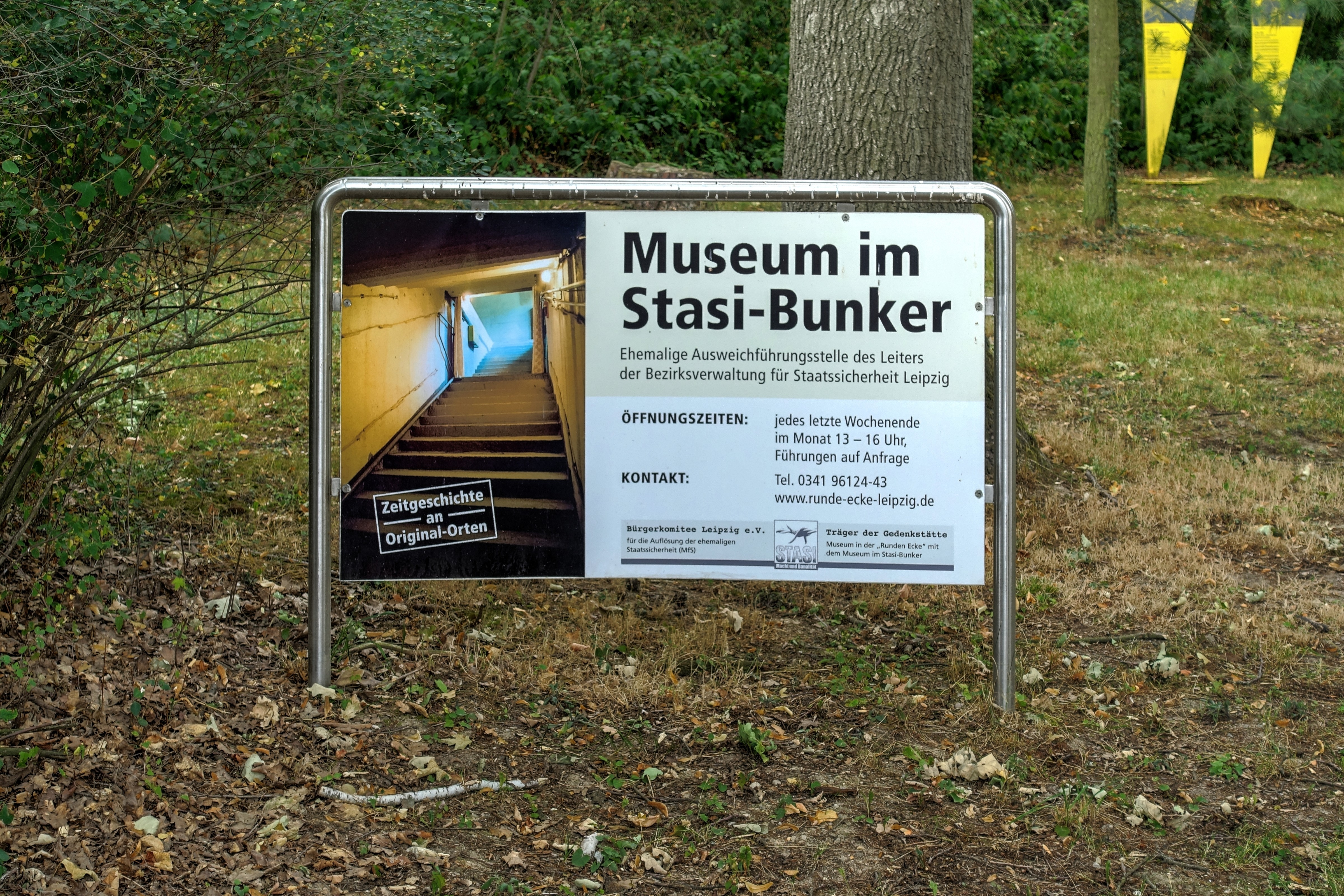
Schild direkt hinter dem Südeingang

Die Bunkeranlage Lübschützer Teiche wurde als Ausweichführungstelle (AFüST) der Bezirksverwaltung für Staatssicherheit (BVfS) Leipzig (Teil des Ministeriums für Staatssicherheit – MfS) für den Fall eines Nuklearkriegs oder eines konventionellen Angriffs konzipiert und in den Jahren 1968 bis 1972 gebaut. Sie wurde allerdings nie für ihren eigentlichen Zweck genutzt.

## Lage und Gliederung der Anlage

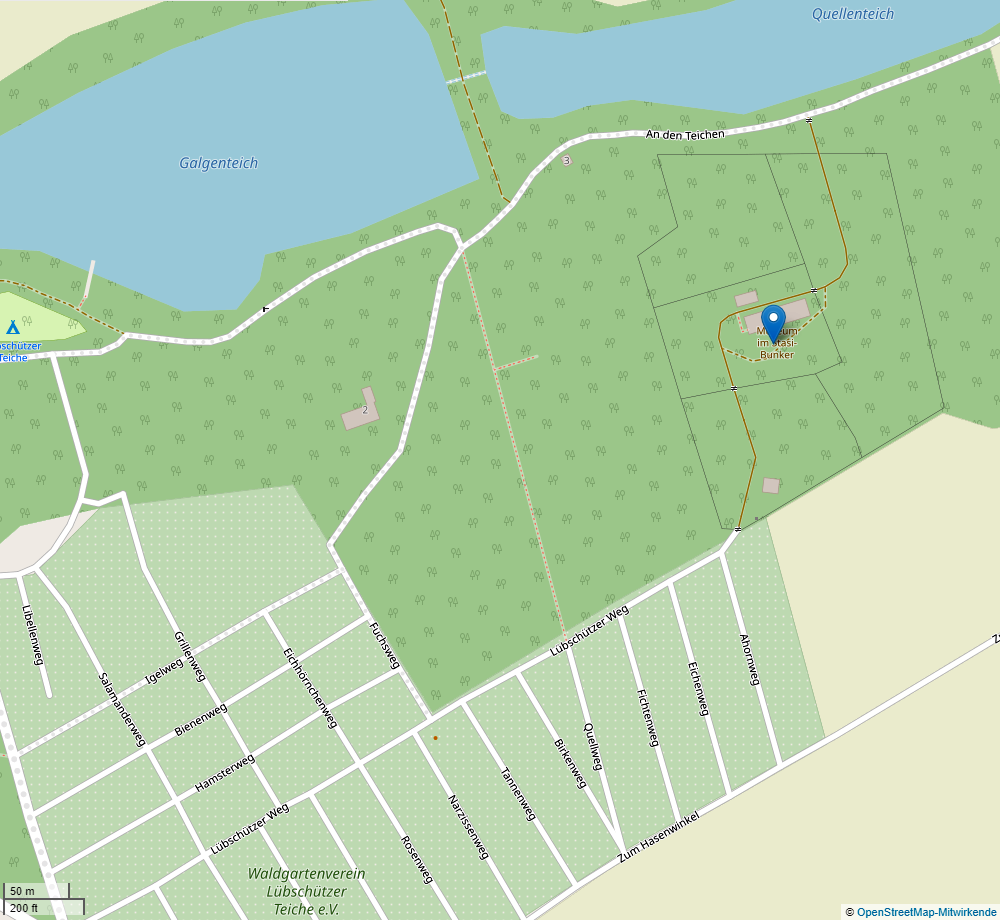
Lage und Gliederung der Anlage bei den Lübschützer Teichen

Die Anlage liegt rund 20 Kilometer östlich von Leipzig und etwa drei Kilometer nördlich der Ortschaft Machern in Sachsen. Sie befindet sich am Nordost-Ende des Waldgartenvereins „Lübschützer Teiche e.V.“ auf dem Flurstück 439 und südlich des Quellenteiches. Da die gesamte Anlage strenger Geheimhaltung unterlag, wurde sie als Ferienanlage des „VEB Wasserversorgung und Abwasserbehandlung Leipzig“ getarnt.
Das Gesamtgelände ist 5,2 Hektar groß, die Bunkerinnenräume umfassen ca. 1500 Quadratmeter.
Das gesamte Gelände war in eine innere und äußere Sicherheitszone eingeteilt und durch Maschendrahtzäune gesichert. Diese Zäune gliederten die Anlage weiter in drei Außenbereiche, jeweils im Norden, Osten und Süden. Im südlichen Bereich befindet sich nahe dem Südeingang der Bungalow des damaligen Kommandanten. Auf dem östlichen Abschnitt befinden sich drei Bungalows von denen der mittlere vom Stellvertreter des Bunkerkommandanten in dessen Abwesenheit genutzt wurde. Auch diese Bungalows dienten der Tarnung der Anlage als Ferienobjekt eines Betriebes. Zur inneren Zone, in der die eigentliche Bunkeranlage lag, hatten nur besonders berechtigte Mitarbeiter der Stasi Zugang. Die Anlage wurde ständig durch den Bunkerkommandanten im Range eines Majors des MfS, seinen Stellvertreter und etwa sechs Wachsoldaten des MfS, sowie durch mehrere Hunde gesichert.

## Bau der Anlage und Tarnung

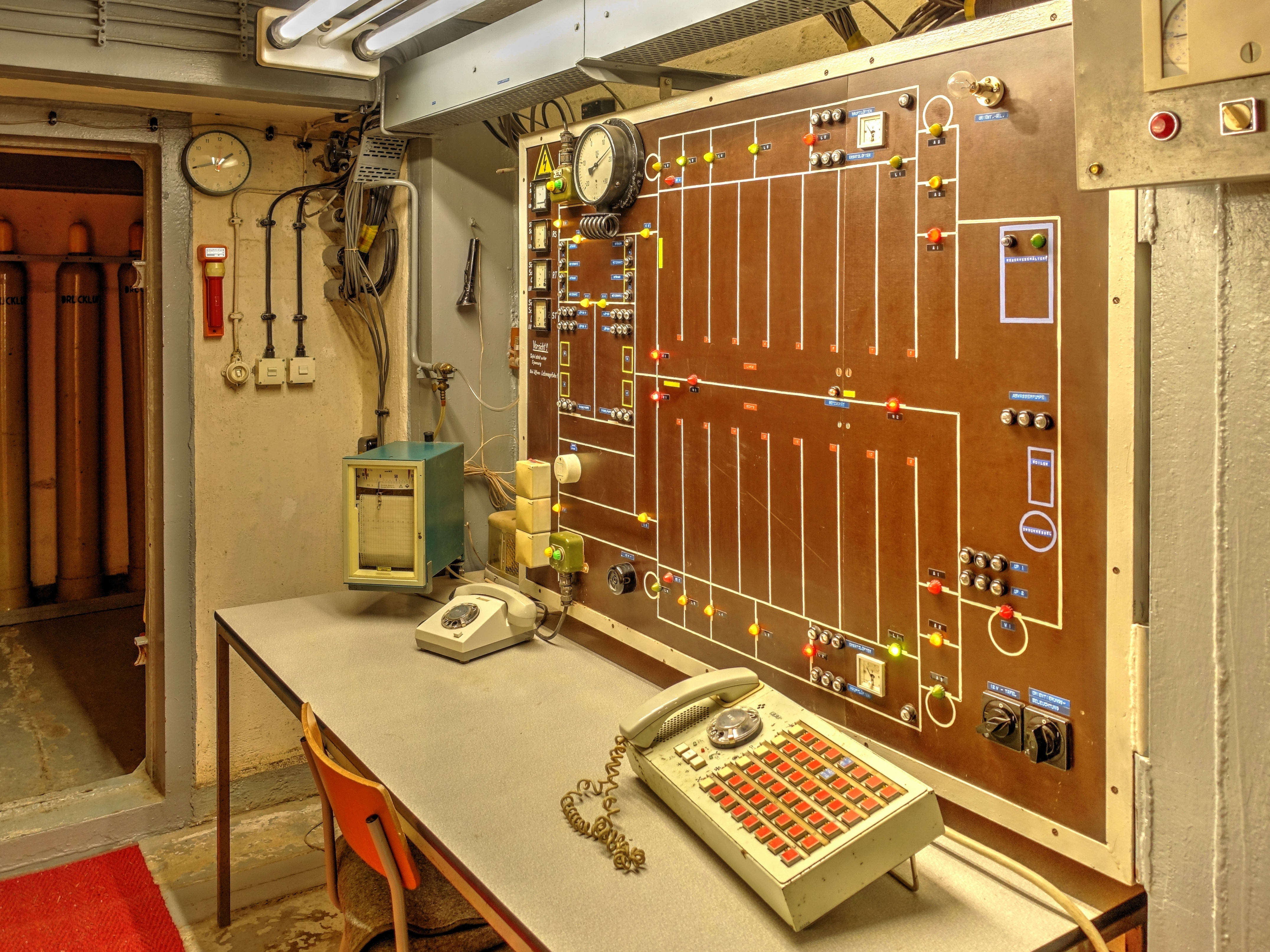
Tafel zur Überwachung der technischen Einrichtungen des Bunkers

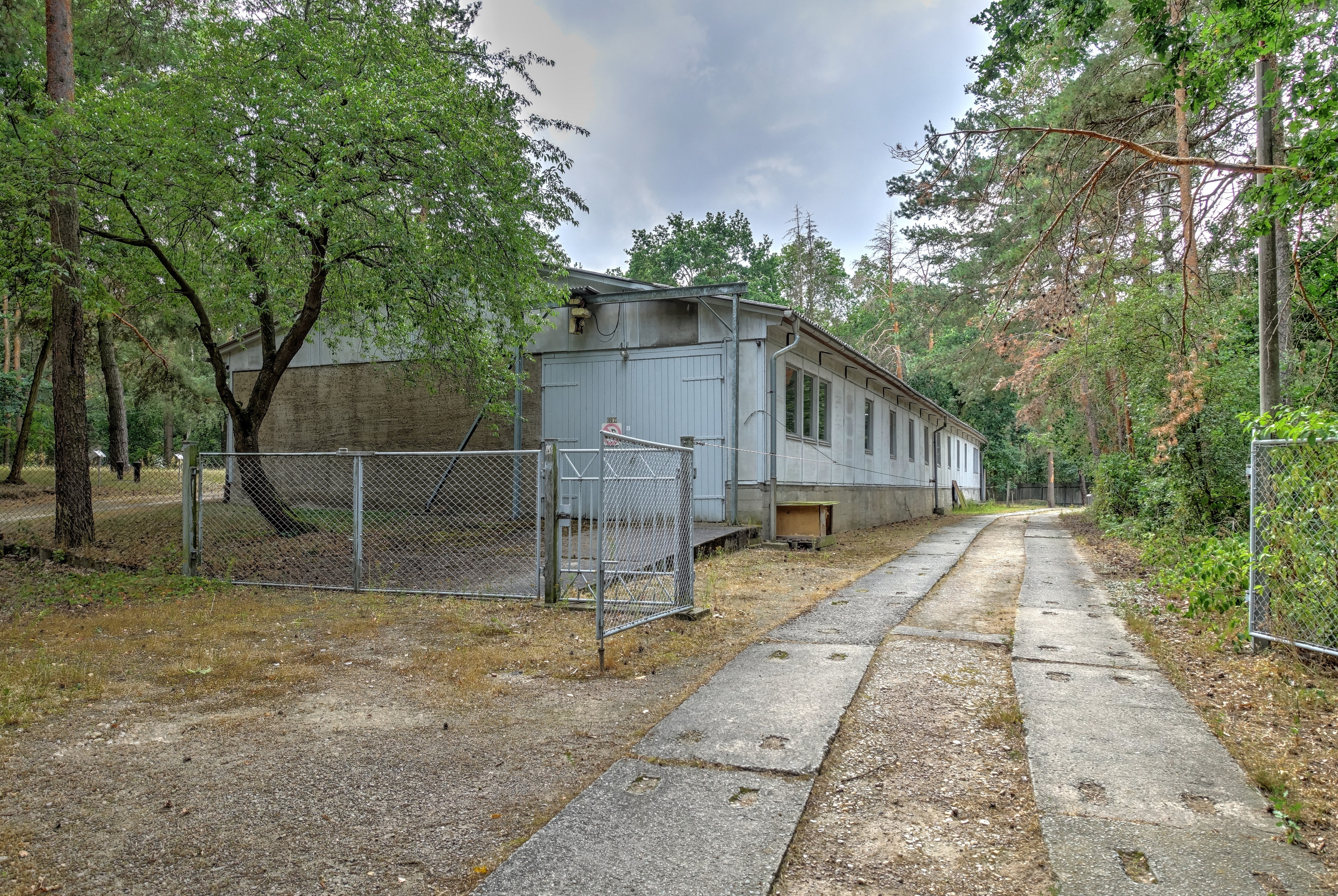
Legendierungshalle von Osten, rechts an der Halle befindet sich die Hundelaufanlage

Die Anlage wurde so konzipiert, dass sie etwa 100 bis 120 Hauptamtlichen Mitarbeitern Platz geboten hätte. Der Bunker wurde als massiver Stahlbeton-Bunker mit den Abmessungen 35 × 41 Meter in etwa 5 bis 6 Meter Tiefe ausgeführt. Die Bedeckung mit Erde betrug ca. 2,50 Meter. Der Zugang erfolgte über zwei Treppen die an der West- und an der Ostseite der Legendierungshalle liegen und durch massive Platten verschlossen werden konnten. Die Halle hat zwei große Holztore und wurde in Leichtbauweise ausgeführt, damit die Bunkerzugänge bei einer Zerstörung der Halle nicht verschüttet werden konnten. In der Bunkeranlage befinden sich Arbeits- und Schlafräume, sanitäre Einrichtungen, eine Küche, eine Krankenstation sowie Notstromaggregate mit Tanks für ca. 6000 Liter Diesel, Luftfilter und entsprechende Nachrichtentechnik. Die insgesamt 16 Räume sind dabei zu zweimal acht kammartig und spiegelsymmetrisch angeordnet, wobei jeder Raum ca. 2 × 14 Meter groß ist. (Siehe dazu das Bild der Überwachungstafel. Diese Tafel wurde nach dem Grundriss der Bunkeranlage angefertigt.)
Für die Kommunikation per Funk befand sich in etwa drei Kilometer Entfernung westlich des Bunkers im Tresenwald bei Gerichshain ein Sender in einem kleineren Bunker. Diese abgesetzte Sende-Anlage sollte verhindern, dass der Bunker mittels Funkpeilung durch die gegnerische Aufklärung lokalisiert werden konnte. Die Funkanlage war zusätzlich mit zwei Bungalows getarnt, die als Ferienobjekt des „Rates des Bezirkes Leipzig“ deklariert waren und konnte vom Bunker aus fernbedient werden. Für den Fall der Zerstörung des Senders gab es im Bunker noch einen Notsender und die entsprechende Antennentechnik auf dem Bunkergelände.
Die Technik wurde zum Teil redundant ausgelegt z. B. die Wasserversorgung und die Funktechnik. Damit sollte im Ernstfall die Funktionsfähigkeit des Geheimdienst-Apparates für rund eine Woche gewährleistet werden und z. B. auch die Niederschlagung eines Volksaufstandes von hier aus geleitet werden.
Da die Anlage unter strenger Geheimhaltung gebaut wurde, durften keine zivilen Mitarbeiter auf das Gelände. Einzige Ausnahme war der Bau von zwei Tiefbrunnen in der inneren Zone, die vor dem Bau des Bunkers 1968 von einer zivilen Firma gebohrt wurden, da das MfS nicht über die entsprechenden Fachkräfte verfügte. Alle sonstigen Arbeiten mussten durch die MfS-Mitarbeiter selbst ausgeführt werden. Dazu gab es auf dem Gelände eine Tischlerei, eine Elektrowerkstatt und in der Legendierungshalle eine Schlosserei. Diese Nebengebäude dienten ebenso wie ein Garagenkomplex und ein Hundezwinger zur Tarnung des Bunkers, da nach Westen hin keine äußere Zone zur Tarnung vorhanden war. Zusätzlich wurden am Westeingang zur Legendierungshalle Sichtblenden aufgestellt. Die Halle selbst hatte hauptsächlich die Funktion, die Bunkereingänge nach oben vor westlicher Satellitenaufklärung zu tarnen. Sie diente außerdem der Lagerung von Mobilmachungsreserven. Die Halle wurde zusätzlich durch zwei Wachhunde an Hundelaufanlagen gesichert, so dass je ein Hund eine Seite und ein Tor bewachen musste.

## Enttarnung und heutige Nutzung
Erst im Dezember 1989 entdeckte der Pfarrer der Gemeinde Machern den geheimen Bunker und machte ihn nach der Wende gemeinsam mit der Bürgerbewegung für die Öffentlichkeit zugänglich. Heute ist die Anlage ein Teil der Gedenkstätte Museum in der „Runden Ecke“ in Leipzig und wird vom Bürgerkomitee als Museum im Stasi-Bunker betrieben. Somit können Besucher alle erhaltenen Bauten und Anlagen einschließlich der weitestgehend original erhaltenen Einrichtung besichtigen. Dies beinhaltet zum Teil die damals genutzte Nachrichten-, nicht mehr jedoch die von sowjetischen Offizieren demontierte Chiffriertechnik. 1995 konnte das Bürgerkomitee erreichen, dass die gesamte Anlage unter Denkmalschutz gestellt wurde.
Besichtigungen sind an jedem letzten Wochenende im Monat sowie Sonderführungen für Gruppen sind auf Anfrage auch außerhalb der Öffnungszeiten möglich. Das Außengelände kann während der Öffnungszeiten eigenständig erkundet und besichtigt werden.
Auf dem Gelände gibt es mehrere begleitende Ausstellungen. So findet man unweit des Südeingangs neben dem Haus des Bunkerkommandanten elf Stelen mit dem Thema „89 – Friedliche Revolution – Aufbruch zur Demokratie“, die an die friedliche Revolution von 1989 erinnern. Im ehemaligen Wohnhaus des Bunkerkommandanten befinden sich zwei Sonderausstellungen (Stand Juli 2020): die Plakatausstellung „Von der friedlichen Revolution zur deutschen Einheit“ (Bundesstiftung zur Aufarbeitung der SED-Diktatur) und die Ausstellung „Leipzig auf dem Weg zur friedlichen Revolution“. Außerdem gibt es in der Legendierungshalle unter anderem Ausstellungen zum Bunker, zum MfS und zum Kalten Krieg.
Auf dem Gelände befinden sich fest installiert und witterungsbeständig rund 30 Informationstafeln, mit denen sich Zweck und Funktion der Anlage und der einzelnen Gebäude und Einrichtungen erschließen. Dieses Informationssystem wurde dank der Unterstützung der Sächsischen Landesstelle für Museumswesen und des Kulturraumes Leipziger Raum geschaffen.

## Weitere Bilder

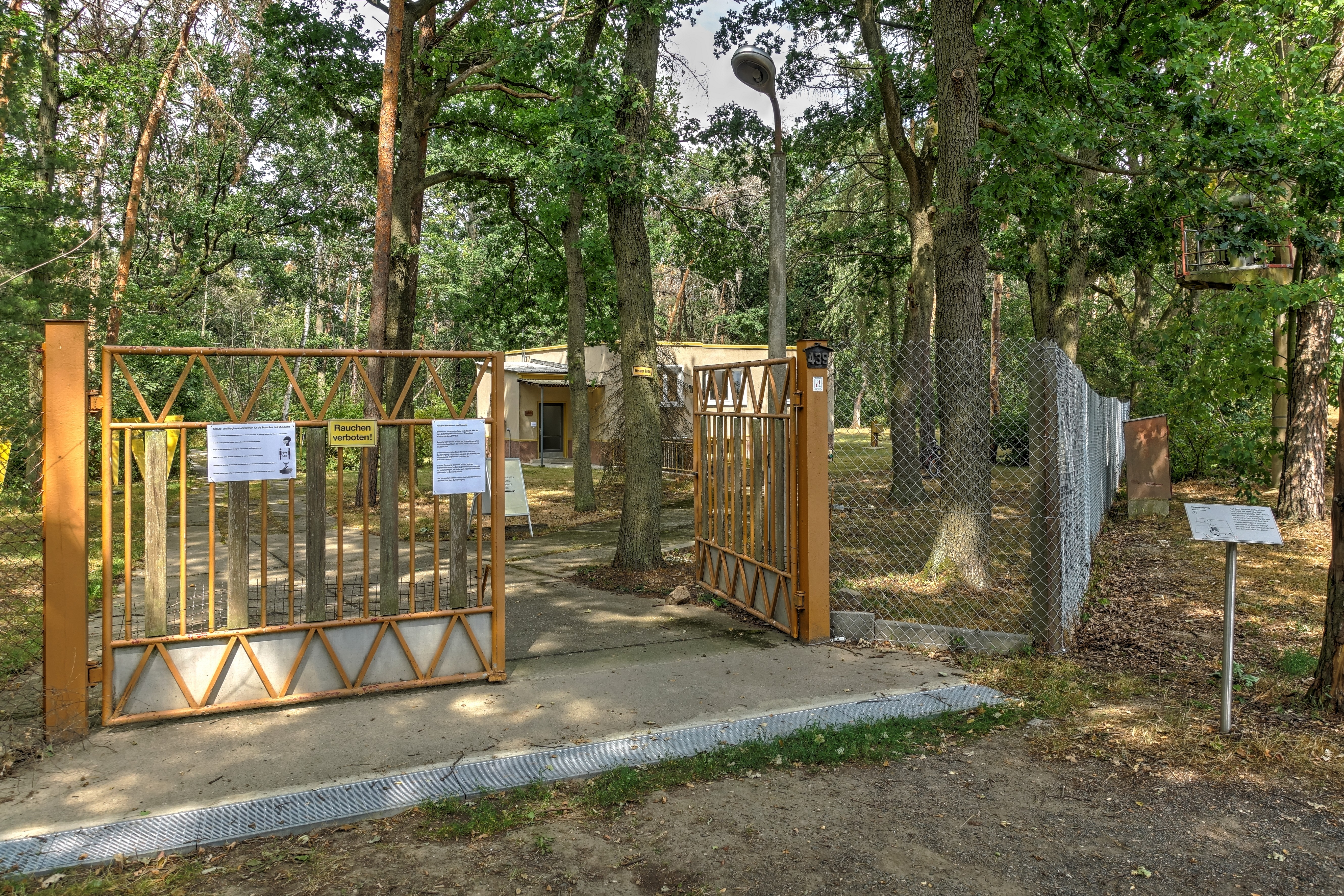
Haupteingang an der Südseite des Geländes
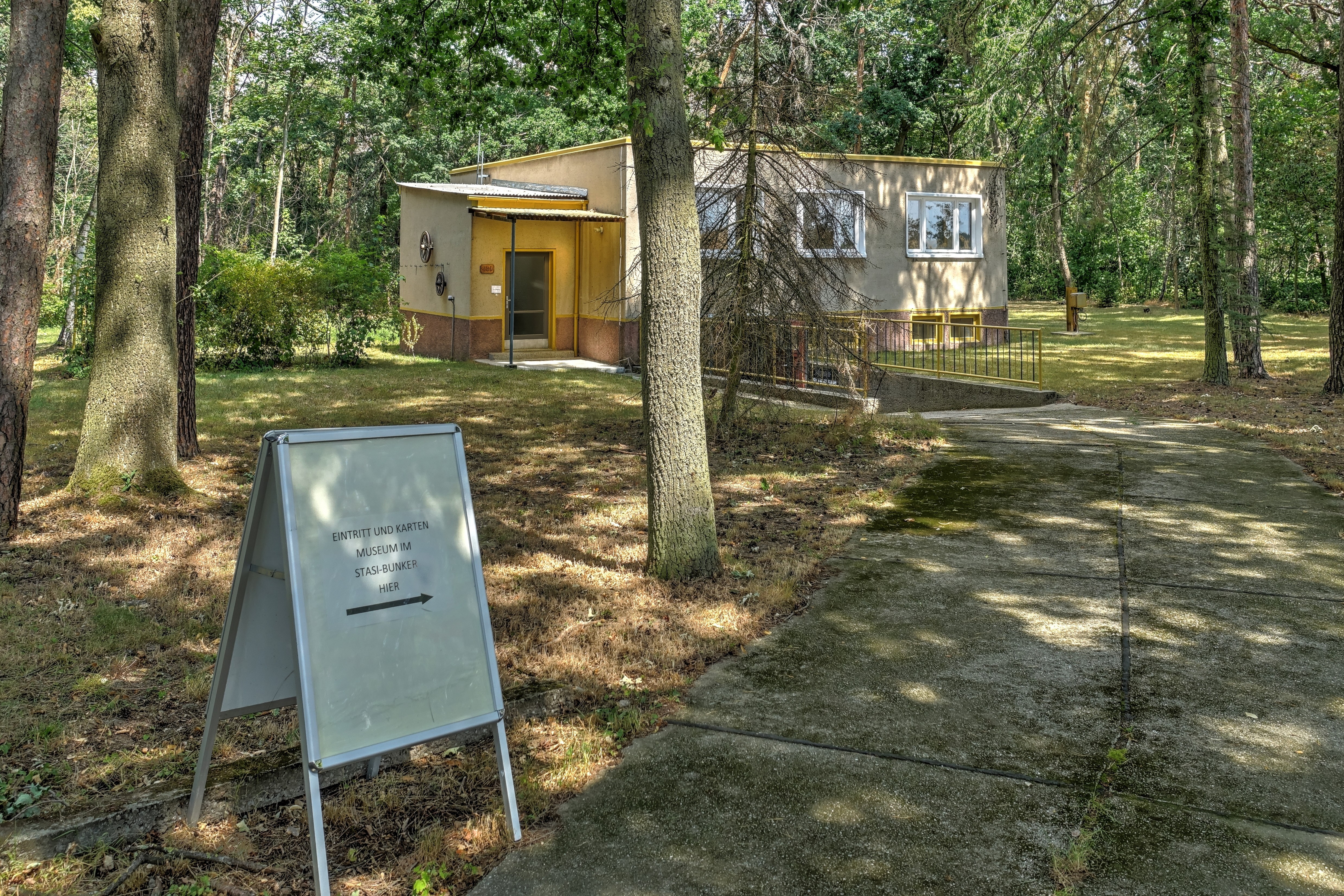
Bungalow des damaligen Kommandanten nahe dem Südeingang
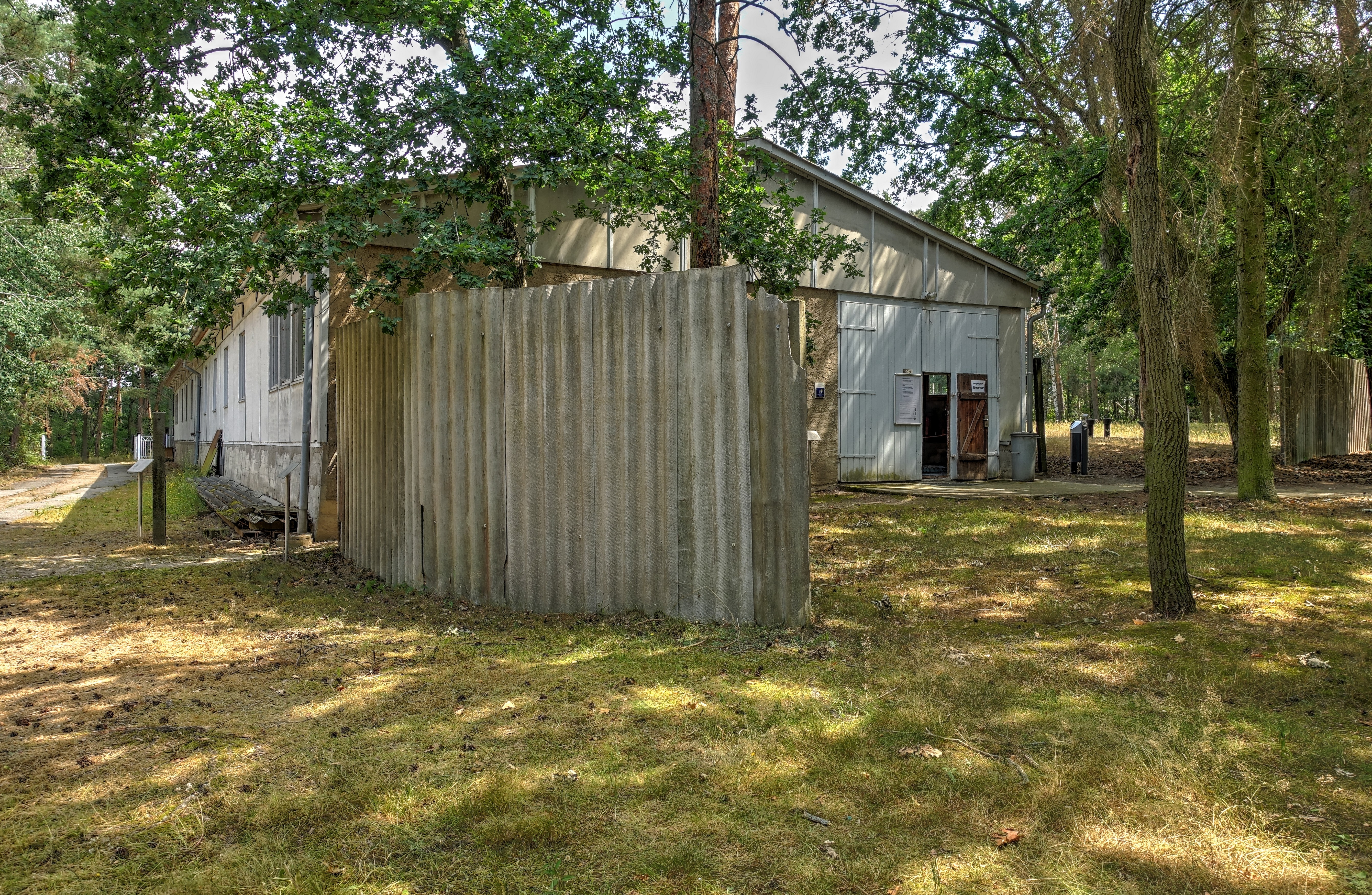
Legendierungshalle von Westen mit Sichtblenden links und rechts
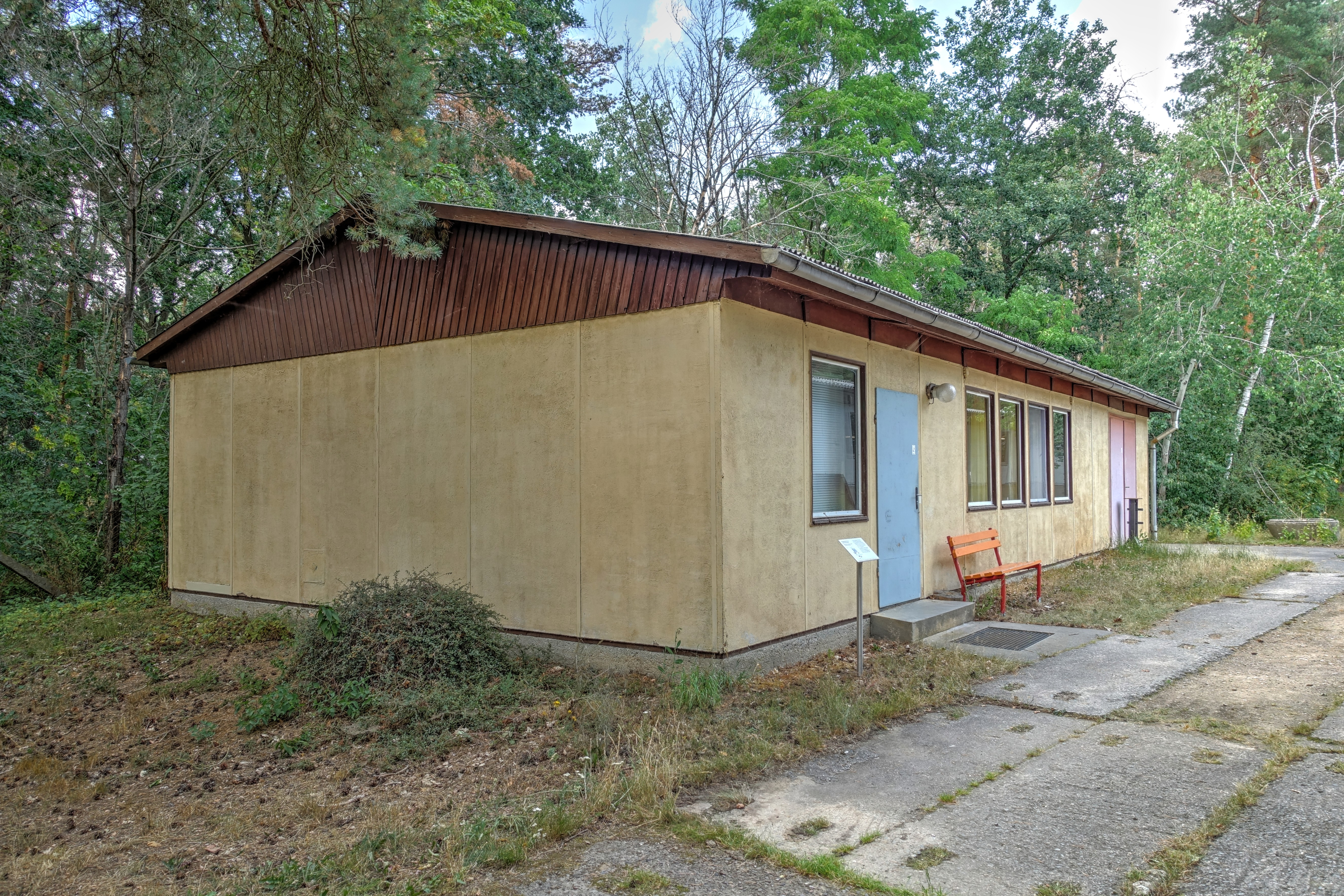
Sozialgebäude und Elektrowerkstatt nördlich der Halle
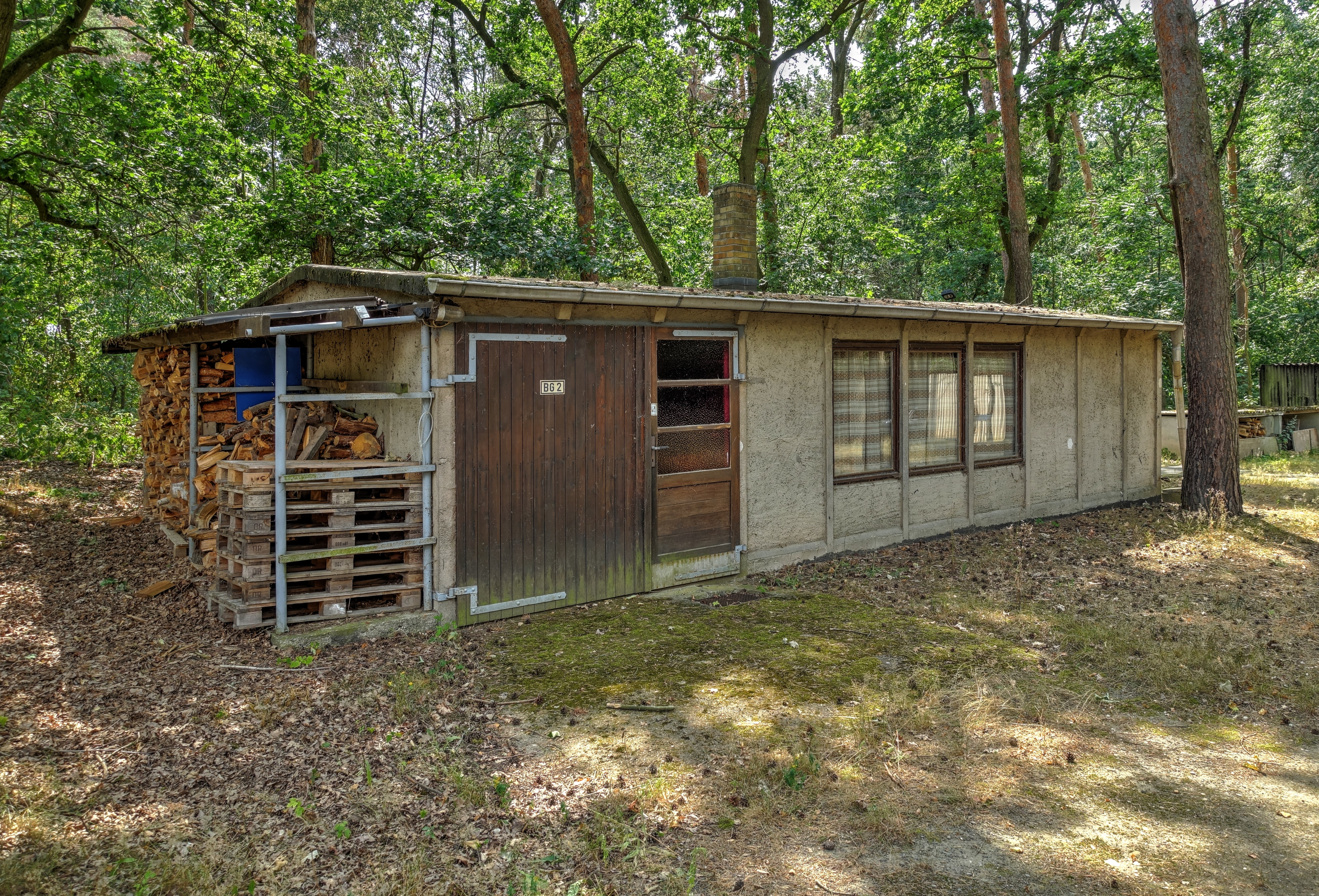
Tischlerwerkstatt südlich der Halle
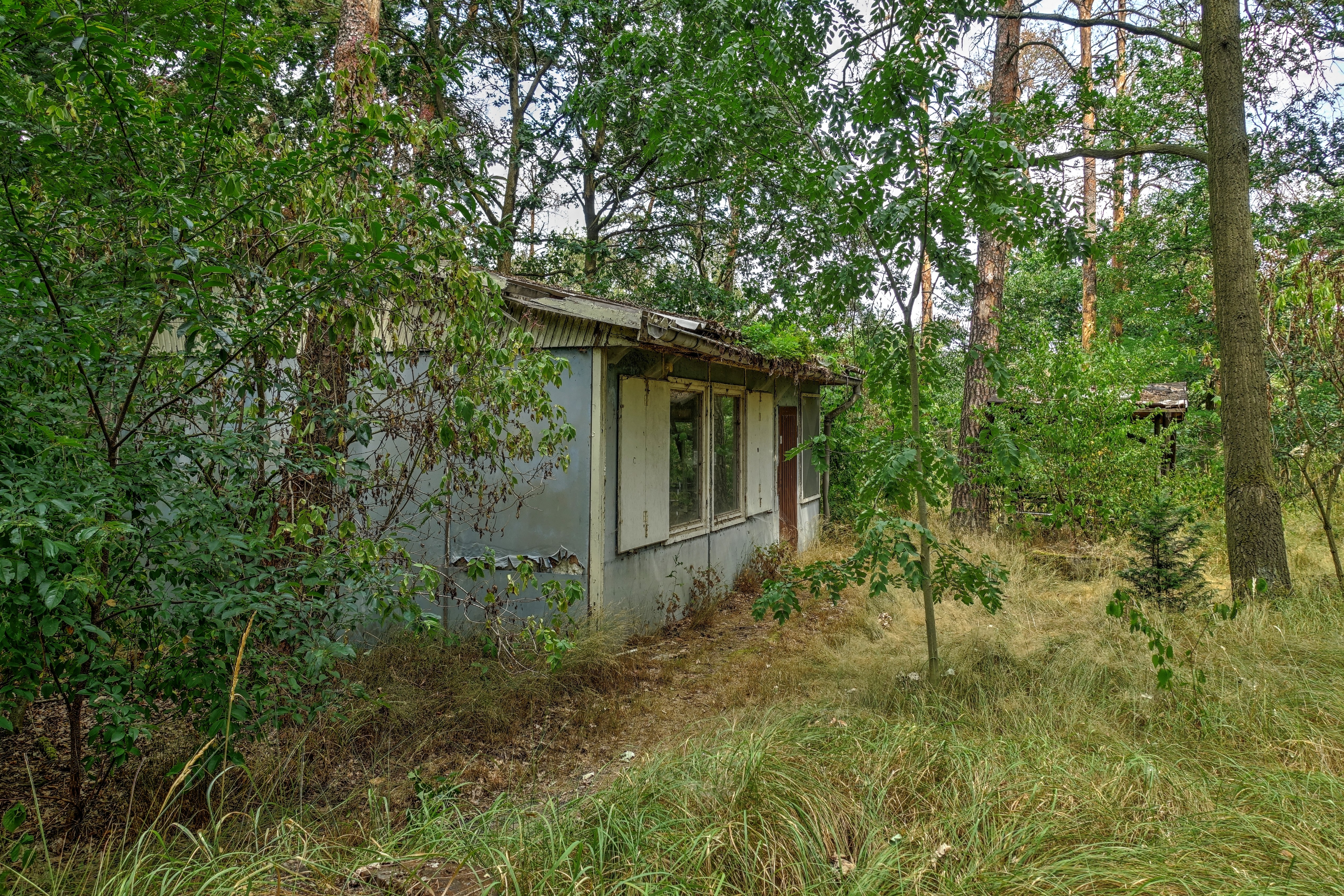
Bungalow in der äußeren Zone der u.a. zur Tarnung diente
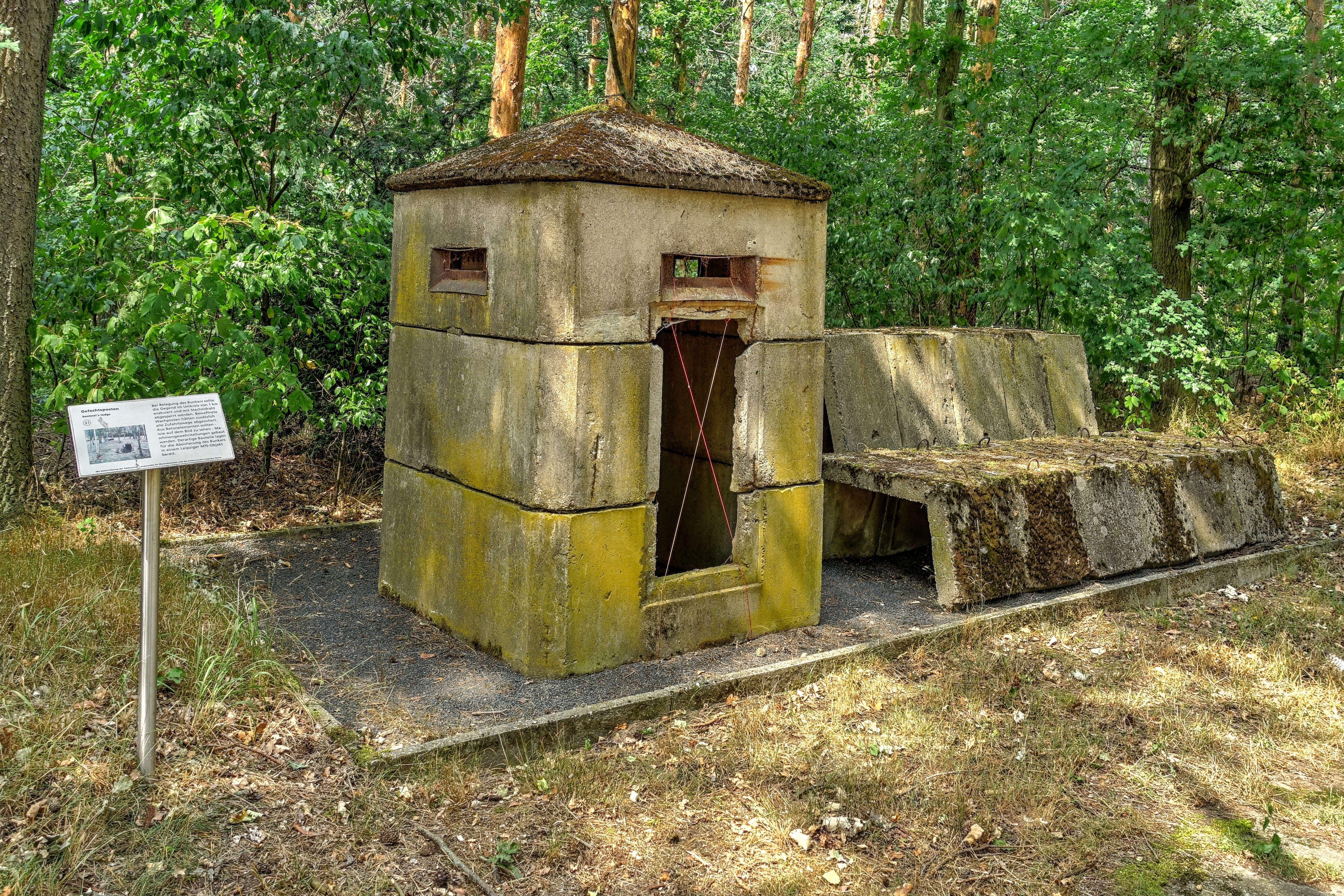
Gefechtsposten sollten im Ernstfall die Zufahrtswege sichern
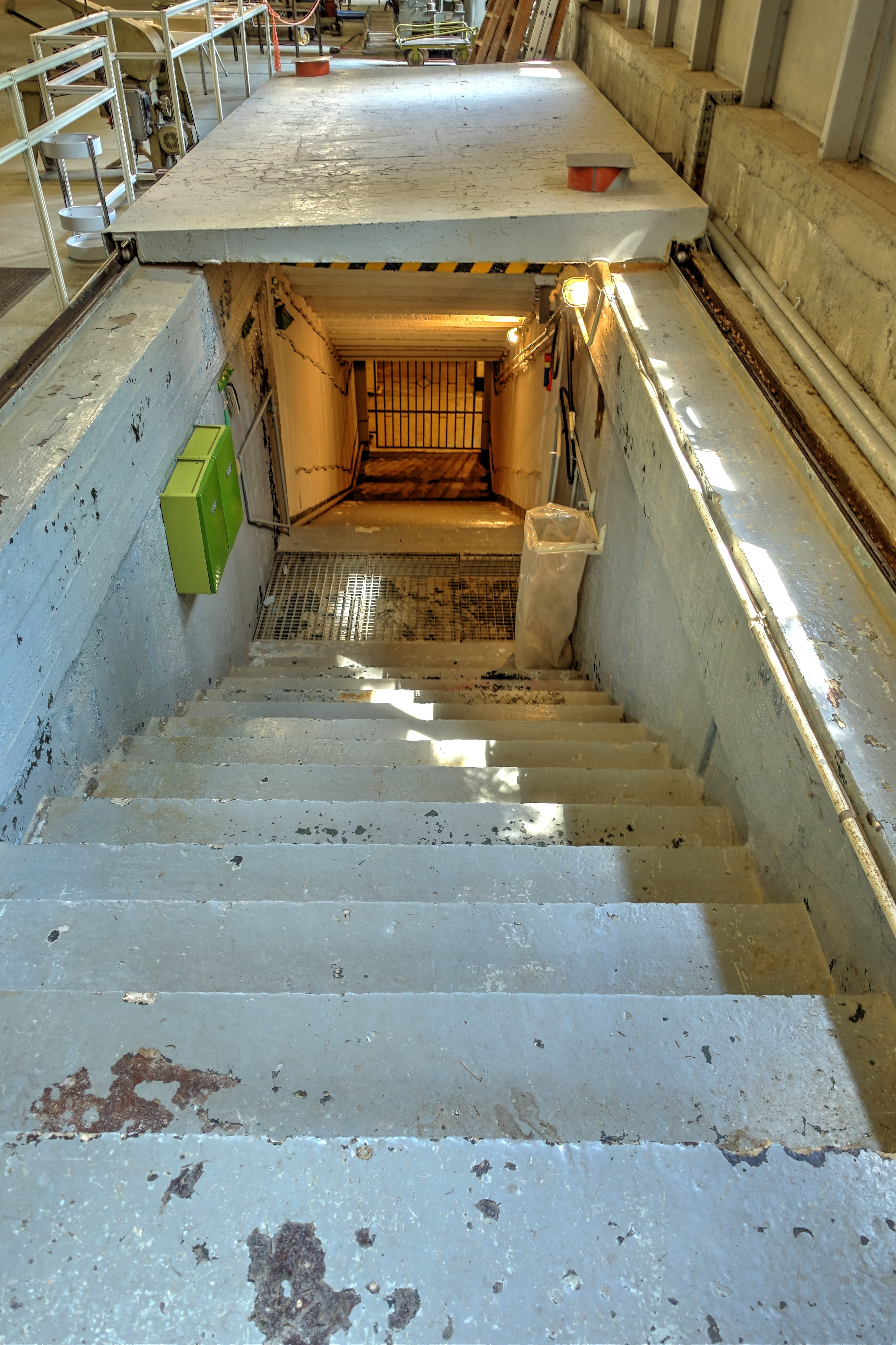
Zugang zum Bunker von Westen
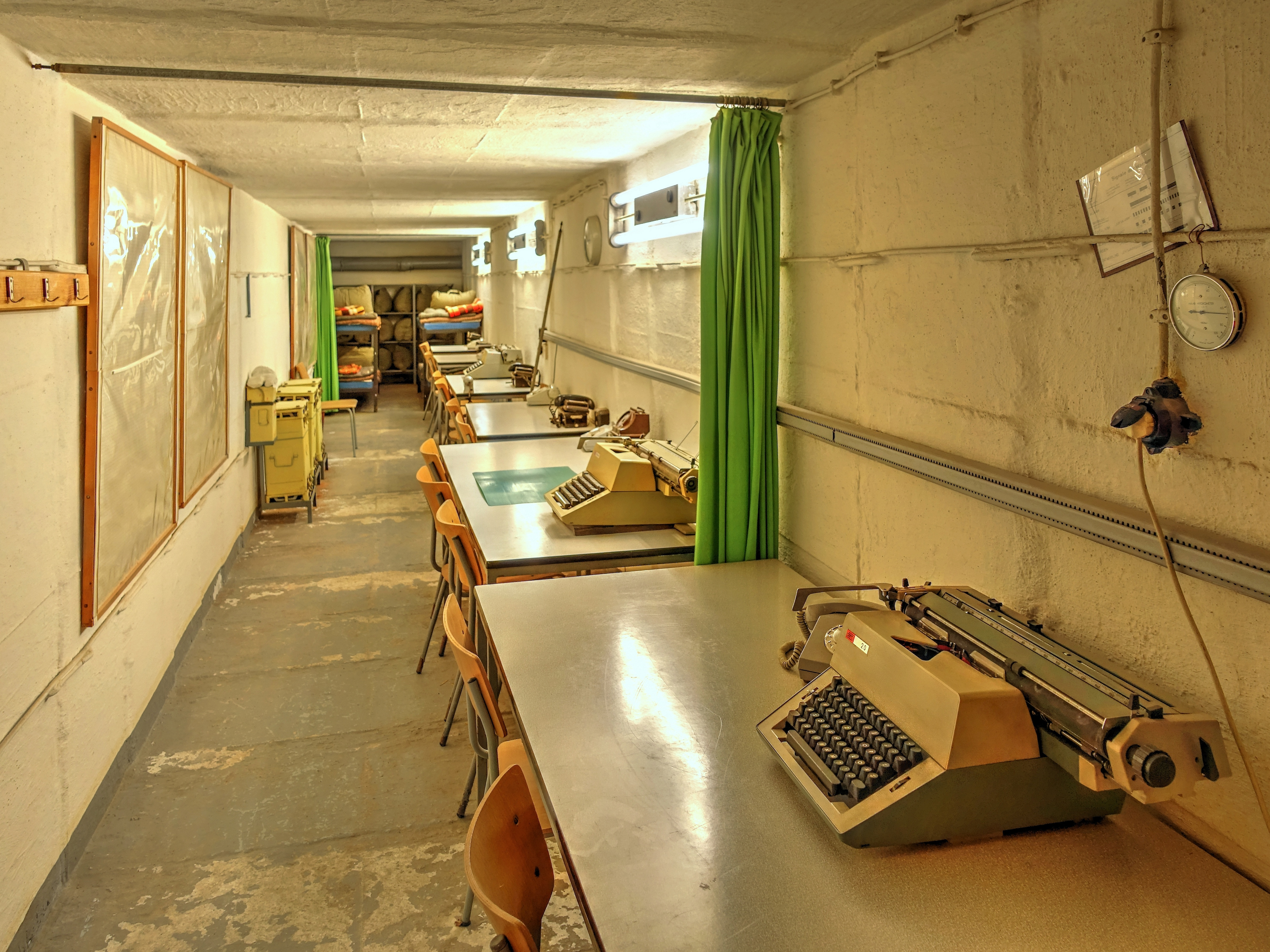
Einer der Arbeitsräume
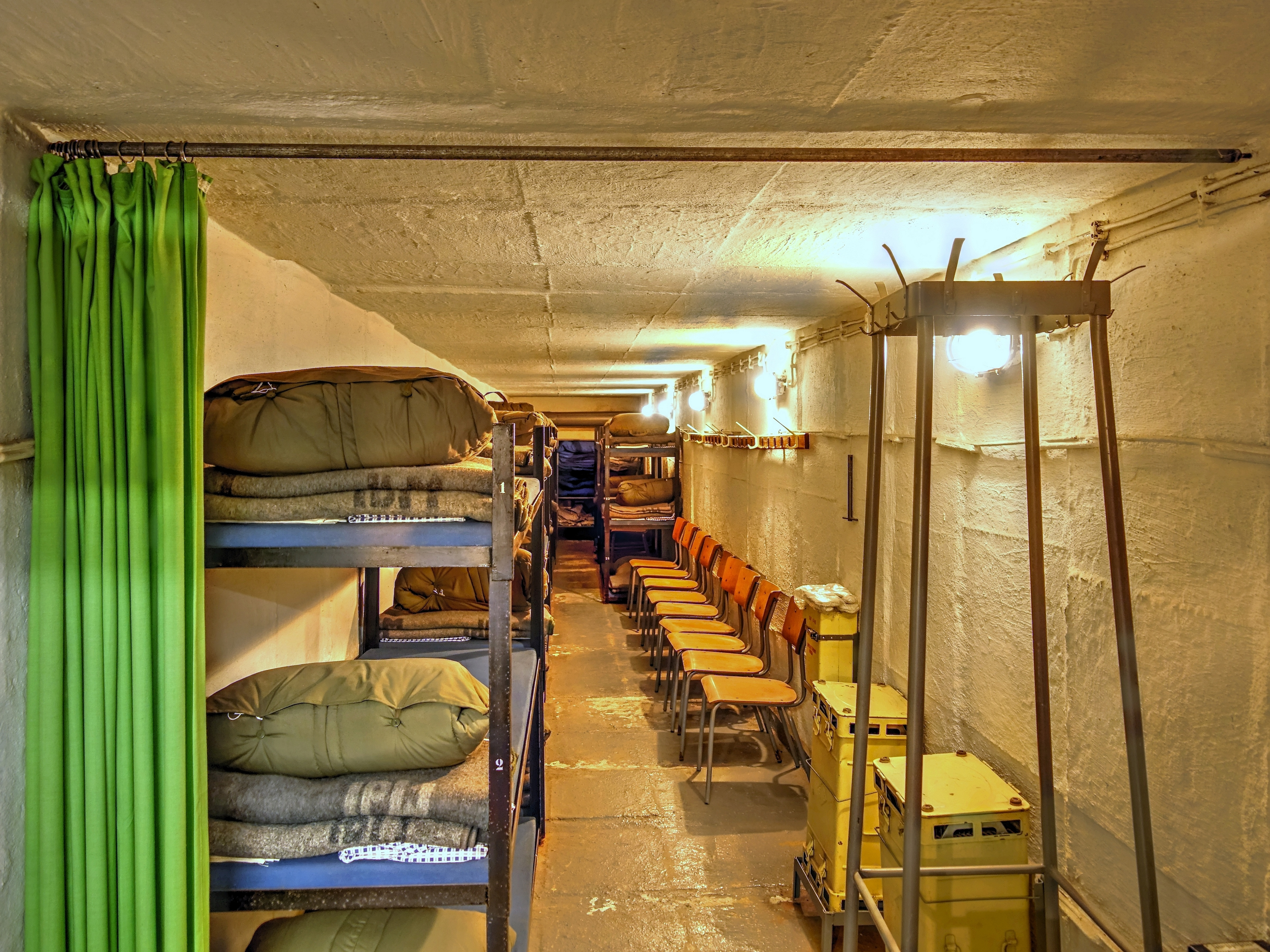
Schlafraum mit 24 Betten
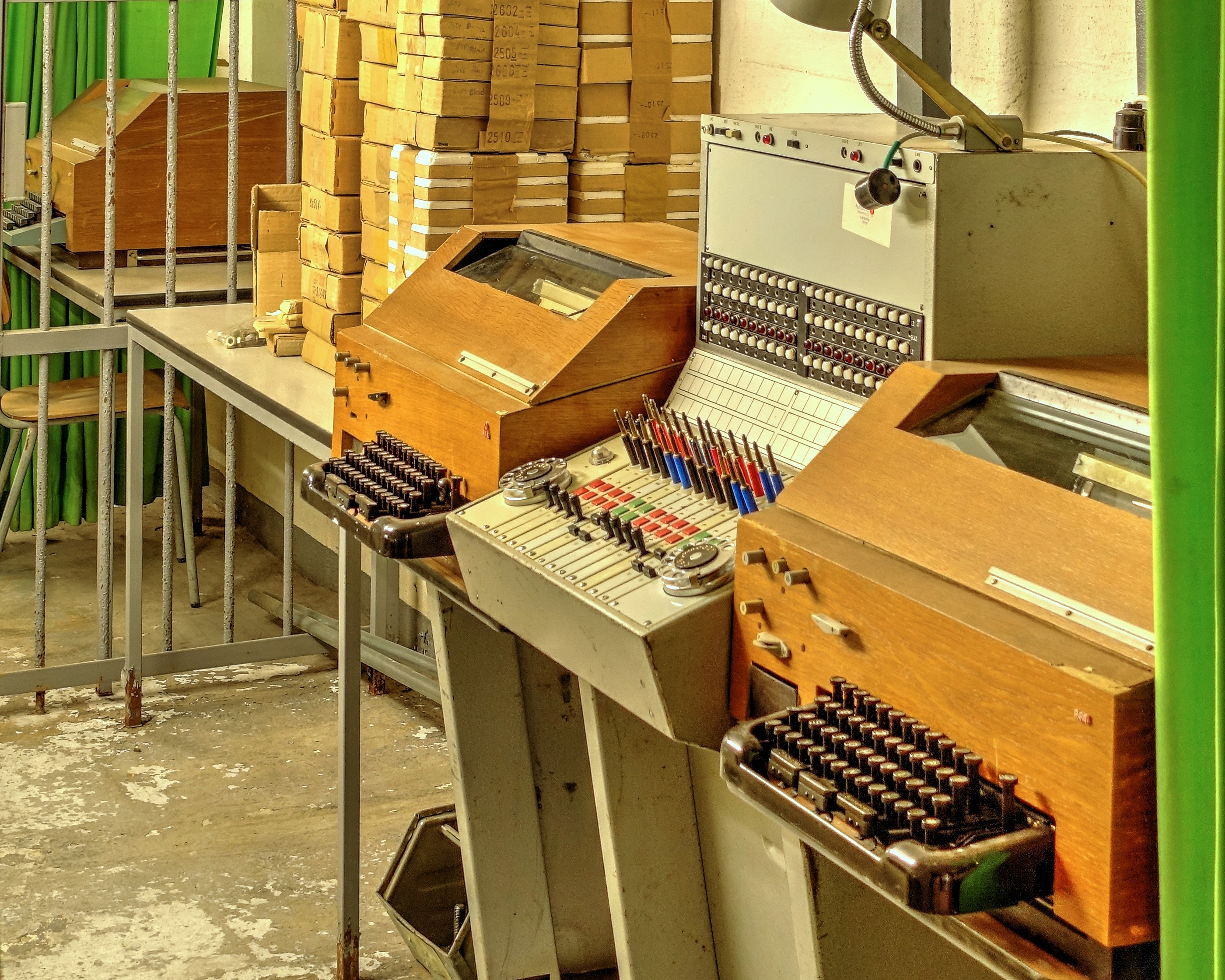
Fernschreiber, für die damalige Zeit modernste Technik